# Philip Morris USA
La Philip Morris USA (PM) è una compagnia statunitense attiva nell'industria del tabacco. L'azienda è una controllata del Gruppo Altria, di cui costituisce la divisione tabacco ed è attiva nella produzione e nella vendita di prodotti del tabacco nei soli Stati Uniti d'America.

## Storia

### Creazione

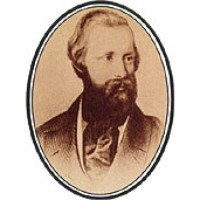
Philip Morris.

La Philip Morris USA venne divisa dalla Philip Morris International negli anni cinquanta del ventesimo secolo, quando fu creata una divisione che curasse gli affari internazionali, pur rimanendo sempre sotto la stessa controllante fino al 2008. Entrambe le aziende possono quindi far risalire la propria origine a Philip Morris, un tabaccaio londinese la cui famiglia nel 1847 aprì un negozio di vendita di tabacco e sigarette a Londra, in Bond Street, e che iniziò a produrre sigarette a partire dal 1854. Queste ultime erano conosciute con il nome di "Philip Morris English Ovals", sigarette dalla forma ovale e senza filtro la cui produzione, seppure in quantità limitata, è continuata fino al 14 luglio 2017.
Alla morte di Philip, nel 1873, le gestione venne presa dalla moglie Margaret e da suo fratello Leopold. Grazie a loro e ad un'alleanza con Joseph Grunebaum, l'azienda, che aveva preso il nome di Philip Morris & Co. and Grunebaum Ltd., fu quotata sulla borsa di Londra a partire dal 1881. Il sodalizio con Grunebaum si interruppe nel 1885 e la compagnia divenne semplicemente la Philip Morris & Co., Ltd.
Nel 1894 la famiglia Morris vendette il controllo della società a William Curtis Thomson e alla sua famiglia. Con Thomson al comando, nel 1901, l'azienda fu nominata tabaccaio reale del re Edoardo VII e, nel 1902, grazie all'opera di Gustav Eckmeyer (già unico agente della Philip Morris & Co. negli USA sin dal 1872), essa fu quotata anche a New York, con la proprietà che fu divisa a metà tra i proprietari britannici e i partner statunitensi.

### Primi anni
Nel 1919 George J. Whelan, presidente della Tobacco Products Corporation, una holding che aveva fondato nel 1912, dopo la dissoluzione della American Tobacco Company, a partire dalla sua United Cigar Stores, acquisì la parte americana della Philip Morris & Co. e fondò la Philip Morris & Co., Ltd., Inc., con base in Virginia, assieme ai suoi soci e azionisti Reuben M. Ellis e Leonard B. McKitterick, due venditori del ramo tabacco che Whelan aveva conosciuto in occasione dell'acquisizione della Melachrino.

Il primo design del pacchetto Marlboro.

Nel 1924, la Philip Morris iniziò a reclamizzare il marchio di sigarette Marlboro, un prodotto dotato di un nuovo filtro in sughero, puntando specificatamente al mercato femminile grazie slogan e pacchetti accattivanti. Ellis, a cui Whelan aveva dato mandato di far crescere la Philip Morris, che all'epoca controllava meno dell'1% del mercato americano delle sigarette, aveva infatti notato che quel settore di mercato stava ingrandendosi velocemente, essendo passato in pochi anni dal 10 al 15% del totale. La Philip Morris arrivò anche, nel 1927, a dotare l'imboccatura delle sigarette Marlboro di un avvolgimento laminato (chiamato "ivory tipo") pensato apposta per impedire che le sigarette si appiccicassero fastidiosamente alle labbra truccate di rossetto. Inizialmente pensato, come detto, per un pubblico femminile, il marchio Marlboro verrà ripensato nel 1954 come marchio per uomini, decisione anche in questo caso supportata da una enorme campagna pubblicitaria e da una rivisitazione della confezione, con il pacchetto che vedrà l'introduzione del famoso tetto rosso. A partire dal 1976, il marchio diventerà così il più venduto negli Stati Uniti d'America.

### L'era di Ellis e McKitterick
Nel 1929 l'impero della Tabacco Products di Whelan crollò pochi mesi prima del crollo del mercato e quando le singole unità che lo componevano furono messe all'asta per soddisfare i creditori, Ellis riuscì a prendere l'interno controllo della Philip Morris, richiamando in patria anche il suo vecchio socio, McKitterick, che nel frattempo si era preso un periodo sabbatico in Inghilterra. Nel 1929, la compagnia iniziò così anche a produrre le proprie sigarette nel suo stabilimento di Richmond, in Virginia.
Quello che permise alla Philip Morris di emergere negli anni trenta, in un mercato ancora dominato da quelli che possono essere considerati i pezzi di quella che fu la American Tobacco Company, fu proprio l'esperienza di venditori e le capacità di marketing della coppia Ellis e McKitterick. In un mondo dove la distribuzione di massa, ossia i supermercati, non era ancora dominante, le varie amicizie e conoscenze strette dai due con centinaia, se non migliaia, di rivenditori al dettaglio, furono infatti di fondamentale importanza. Quando, nel 1933, la Philip Morris lanciò un nuovo marchio di sigarette di media fascia chiamato Philip Morris English Blend, i due poterono così contare sull'aiuto dei loro rivenditori di fiducia anche grazie ad un accordo secondo il quale i manager della PM si impegnarono a non vendere direttamente alla grande distribuzione, facendo in modo così che nei supermercati le English Blend non fossero vendute a un prezzo inferiore ai 15 centesimi, un prezzo concordato con gli stessi rivenditori al dettaglio che quindi iniziarono a consigliare ai propri clienti l'acquisto delle Philip Morris. 
L'esperienza dei due nel marketing fu evidente anche quando la Philip Morris, dopo aver adottato l'uso del glicole dietilenico come umettante per rimuovere l'umidità dalle proprie sigarette, utilizzò tutta una serie di articoli scientifici scritti da ricercatori che, seppure in buona fede, erano comunque pagati dalla stessa PM, per decantare l'effetto più delicato che il glicole aveva sulla gola dei consumatori, arrivando ad adottare per anni lo slogan "scientific tests have proven Philip Morris a milder cigarette" (ossia "test scientifici hanno provato che le Philip Morris sono sigarette più leggere") nonostante lo scetticismo di molti.
Grazie a tali campagne e al fatto che l'azienda era vista come partner leale da molti rivenditori al dettaglio, la Philip Morris continuò così, anche dopo la morte di Ellis e McKitterick, entrambi deceduti nel 1936, e la salita al comando di Alfred Lyon, a sottrarre quote di mercato ai suoi più grandi rivali, come l'American Tobacco e la Reynolds.
Tale fama di lealtà rimarrà anche quando, in verità non molti anni dopo, la PM inizierà a rivolgersi maggiormente alla grande distribuzione, che soppianterà via via i piccoli rivenditori.

### Il mercato internazionale e la diversificazione dei prodotti

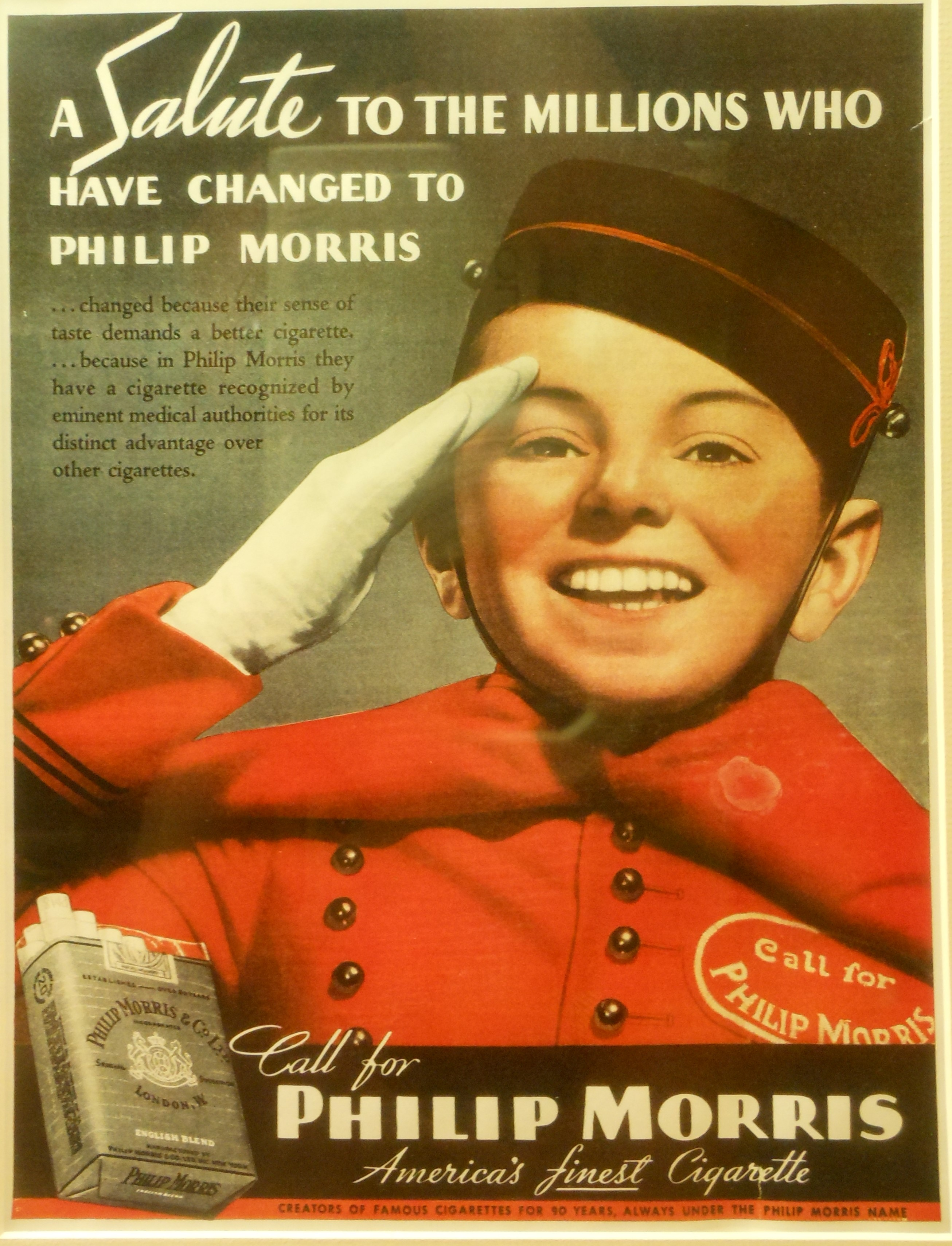
Una pubblicità della Philip Morris con Johnny Roventini.

Gli inizi degli anni cinquanta videro la nascita dell'embrione della Philip Morris International quando, all'interno della Philip Morris Co., Ltd, Inc., venne creata una divisione che si occupasse di produrre e commercializzare i prodotti Philip Morris nel mondo. Gli anni cinquanta videro quindi la crescita del giro di affari extra statunitensi dell'azienda, con la Philip Morris Australia che divenne, nel 1954, la prima filiale della Philip Morris Co., Ltd, Inc., fuori dagli USA e con la prima sigaretta a marca Marlboro prodotta al di fuori degli USA, grazie ad un accordo con la svizzera Fabriques de Tabac Réunies, nel 1957. Joseph Cullman III, che arrivò al vertice della compagnia nel 1957, capì sin da subito le potenzialità del mercato estero e, nel 1960, nominò George Weissman, che è oggi ricordato come colui che fece della Philip Morris la più grande esportatrice di prodotti del tabacco degli USA, direttore delle operazioni internazionali.
Cullman comprese anche che era tempo per la PM di diversificare i propri prodotti, in modo da farla diventare meno dipendente dal mercato di un prodotto che, a metà degli anni cinquanta, cominciava a rivelarsi pericoloso per la salute. La Philip Morris si allargò quindi acquisendo dapprima una fabbrica di prodotti per il packaging e, negli anni sessanta, la American Safety Razor e la Burma Shave, due ditte produttrici di articoli per la rasatura, a cui si aggiunse la Clark, una produttrice di gomme da masticare. In tutti questi casi, la PM pensò di fare affidamento sulla propria già esistente rete di distribuzione per vendere i suddetti prodotti. In realtà, nessuna di queste prime acquisizioni si rivelò un grande affare e tutte queste aziende furono rivendute pochi anni dopo. La vera svolta si ebbe nel 1970, quando la Philip Morris acquisì per 130 milioni di dollari la Miller Brewing Company, un'azienda produttrice di birra con sede a Milwaukee.
Negli stessi anni, onde arginare gli allarmismi dei consumatori, la Philip Morris introdusse anche le versioni etichettate "Light" delle proprie sigarette. Più tardi si scoprirà però che le versioni "light" non erano meno dannose delle versioni classiche.
Nel 1976, come già accennato, il marchio Marlboro divenne il più venduto negli USA e la Philip Morris arrivò ad essere il secondo più grande venditore di prodotti del tabacco al mondo e il primo del mercato statunitense. Il successo del marchio si dovette in particolare all'introduzione, negli anni cinquanta, della figura del cowboy Marlboro Man, che ebbe un grandissimo successo tra il pubblico diventando un'icona del marketing statunitense. La scelta di puntare sul marchio Marlboro fu anche dovuta al fatto che le Marlboro erano, negli anni cinquanta, ossia quando, come già detto, si sollevarono i primi timori circa effetti che le sigarette avevano sulla salute, le uniche sigarette con filtro prodotte dalla PM.
Nell'ambito di un riassetto societario, nel 1985 venne fondata la Philip Morris Companies Inc., una holding che divenne controllante della Philip Morris Inc. e della appena acquisita General Foods (l'acquisto, per la somma di 5,6 miliardi di dollari, fu la più grande acquisizione di un'azienda non petrolifera mai realizzata fino ad allora). Sempre nell'ambito di questo riassetto, nel 1987 anche la Philip Morris International Inc. verrà posta sotto il controllo della Philip Morris Companies.
Sempre più rivolta alla diversificazione dei prodotti, nel dicembre 1988 la Philip Morris Companies Inc. acquisì la Kraft, Inc. per 13,1 miliardi di dollari, fondendola poi nel 1990 con la General Foods e dando origine alla Kraft General Foods, che, dopo varie acquisizioni e vendite, nel 1995 cambierà nome in Kraft Foods.
Nel 2000, la Philip Morris Companies Inc. acquisì anche, per 19,2 miliardi di dollari, la Nabisco Holdings per poi fonderla con la Kraft Foods, e nel 2001 lanciò quella che all'epoca fu la seconda più grande offerta pubblica iniziale (IPO) della storia statunitense, mettendo sul mercato l'11,1% delle azioni dell'azienda così creata per un controvalore di 8,7 miliardi di dollari.
Nel 2002, la South African Breweries comprò parte della Miller Brewing dalla Philip Morris Companies Inc., per 3,6 miliardi di dollari in azioni e 2 miliardi di dollari in contanti, dando origine alla SABMiller plc, il secondo più grande produttore di birra al mondo, di cui la Philip Morris mantenne il 36% della proprietà e il 24,99% dei diritti di voto.

### Gruppo Altria
Il 27 gennaio 2003, con un nuovo riassetto societario, la Philip Morris Companies Inc. cambiò il suo nome in Altria Group, Inc. Tale cambio di nome sarebbe stato atto ad enfatizzare il fatto che la compagnia non si occupa più solo di tabacco ma anche di tutta una serie di altri prodotti, come quelli commercializzati attraverso la Kraft Foods, di cui all'epoca possedeva ancora l'88,9%. Sotto il controllo di Altria fu quindi posta, con il nome di Philip Morris USA, la divisione che si occupava della produzione e della commercializzazione dei prodotti del tabacco del gruppo negli USA, la quale, nell'autunno del 2003, trasferì la propria sede da New York a Richmond, in Virginia.
Dopo aver venduto, il 30 marzo 2007, la restante quota della Kraft Foods in suo possesso, nel marzo 2008, il Gruppo Altria scorporò da sé anche la Philip Morris International Inc., motivando la fuoriuscita dal gruppo di dell'azienda con il fatto che quest'ultima avrebbe avuto maggiore facilità a raggiungere il suo scopo, ossia "ottenere un aumento delle vendite nei mercati emergenti", rimanendo fuori dalle costrizioni a cui sarebbe dovuta sottostare se avesse continuato ad essere di proprietà di un gruppo statunitense. La venuta meno del bisogno di sigarette per il mercato internazionale causò un calo di produzione degli stabilimenti Philip Morris statunitensi che passarono alla Philip Morris USA. Nel 2010 quest'ultima chiuse quindi l'impianto produttivo di Concord, nella Carolina del Nord, e spostò tutta la produzione domestica nello stabilimento di Richmond, che arrivò a produrre nel solo 2010 ben 146 miliardi di sigarette.
Al 2016 la Philip Morris USA ha una quota del 51,4% nel mercato statunitense delle sigarette, mercato dominato dal marchio Marlboro, con il 44% del totale delle sigarette vendute.

## Controversie legali
Nel corso degli anni la Philip Morris USA è stata chiamata diverse volte in causa per i prodotti relativi alla salute causati dai suoi prodotti. Nella maggior parte di questi casi, l'azienda è stata trovata colpevole e costretta a risarcimenti milionari. Ne sono un esempio il processo del 2009 "Philip Morris USA, Inc. v. Wiliams", in cui l'azienda fu condannata a pagare 32 milioni di dollari a Mayola Williams, vedova di Jesse D. Williams, morto di cancro ai polmoni nel 1997, e il processo, sempre del 2009, chiamato "Naugle v. Philip Morris USA, Inc.", in cui la PM fu condannata a pagare 36,8 milioni di dollari a Lucinda Naugle, ex-fumatrice ventennale, malata di enfisema polmonare.

### Tobacco Master Settlement Agreement
Nel 1994 migliaia di pagine di documenti della Brown & Williamson, una delle più grandi aziende del tabacco statunitensi, furono recapitati agli archivi del controllo sul tabacco dell'Università della California di San Francisco (UCSF). I documenti erano composti per la maggior parte da studi scientifici sulla natura di assuefacente della nicotina e su altri effetti sulla salute dati dal fumo di tabacco; tra le altre cose era presente la prova di un pagamento di 500.000 dollari a favore di Sylvester Stallone in cambio della sponsorizzazione dei prodotti B&W in cinque suoi film. Nonostante le richieste della B&W di rimuovere permanentemente il materiale dalla biblioteca, il 25 maggio 1995 la Corte Superiore diede ragione all'università permettendo alla UCSF di rendere pubblicamente disponibili i documenti.
A partire da quanto acquisito dalla lettura questi documenti, nel maggio del 1994 il procuratore generale del Mississippi, Mike Moore, intraprese la prima di varie cause intentate all'industria del tabacco dal programma Medicaid ed a lui si unirono poi i procuratori generali di altri quarantacinque stati. Tra i maggiori imputati figurava, ovviamente, la Philip Morris USA.
La teoria generale alla base di queste cause era che le sigarette prodotte dall'industria del tabacco avevano contribuito ai problemi di salute di gran parte della popolazione statunitense, il che si era tradotto in pesantissimi costi per il sistema sanitario pubblico. Come dichiarò Moore: "La causa si basa su un sistema piuttosto semplice: tu hai causato la crisi sanitarie e tu devi pagare per sostenerla."
Dopo due anni di scontri, nel 1996, il Gruppo Liggett, anch'esso tra i maggiori imputati, si distaccò dal resto delle altre aziende del settore, incluse la Philip Morris Inc., la Brown & Williamson, la RJR Nabisco, la Loews e la Lorillard, annunciando di voler patteggiare nelle varie cause. Il gruppo era stato precedentemente accusato di essersi fatto illegalmente influenzare dalla Philip Morris Inc., la quale avrebbe accettato di pagare alcune delle spese legali della Liggett per assicurarsi il suo supporto nella lotta contro la promulgazione di leggi anti-tabacco. Secondo il patteggiamento, il gruppo dovette pagare un milione di dollari di danni, dichiarare pubblicamente che fumare provoca dipendenza e causa il cancro, svelare tutti gli additivi presenti nelle proprie sigarette e testimoniare contro l'intera industria del tabacco. La Liggett fu inoltre la prima azienda ad inserire volontariamente sui propri prodotti l'etichetta "Nicotine is Addictive". Tali furono essenziali per il governo nella stesura del Tobacco Master Settlement Agreement, nel 1998.
Il sopraccittato Tobacco Master Settlement Agreement (MSA) fu sottoscritto nel 1998 tra i 46 procuratori generali e, inizialmente, le quattro più grandi aziende del tabacco statunitensi, ossia la Philip Morris Inc., la R. J. Reynolds, la Brown & Williamson e la Lorillard. Gli stati accettarono di sospendere le cause in corso verso le industrie del tabacco, in cambio le aziende accettarono di limitare o di cessare la reclamizzazione di alcuni prodotti del tabacco, così come di pagare, per sempre, diverse cifre ai vari stati al fine di risarcirli dei costi sanitari sostenuti nelle cure di persone colpite da malattie derivanti dall'uso di prodotti del tabacco e al fine di finanziare la American Legacy Foundation, cioè una onlus che promuove campagne antifumo in tutti gli Stati Uniti d'America. La cifra da pagare per le quattro aziende sopraccitate fu fissata in un minimo di 206 miliardi di dollari per i primi 25 anni di accordo. Con il MSA fu decisa anche la chiusura di alcuni enti e centri di ricerca finanziati dall'industria del tabacco il Tobacco Institute, il Center for Indoor Air Research e il Council for Tobacco Research.

### Etichettatura
Nel 2009, fine di aderire ai regolamenti emessi dalla FDA statunitense, la Philip Morris USA fu costretta a smettere di utilizzare la dicitura Light, poiché tale etichettatura poteva dare la falsa impressione secondo cui alcuni prodotti del tabacco erano più salutari rispetto ad altri.

## Marchi
I prodotti realizzati e commercializzati dalla Philip Morris USA includono: Marlboro, Virginia Slims, Benson & Hedges, Merit, Parliament, Alpine, Basic, Cambridge, Bucks, Dave's, Chesterfield, Collector's Choice, Commander, Lark, L&M, Players, Greensmoke e MarkTen.